# Poêle de masse rocket
 (septembre 2009).
Si vous disposez d'ouvrages ou d'articles de référence ou si vous connaissez des sites web de qualité traitant du thème abordé ici, merci de compléter l'article en donnant les références utiles à sa vérifiabilité et en les liant à la section « Notes et références ».
Le poêle de masse rocket, est un type de foyer à bois. Il est appelé ainsi à cause du son qu'il produit en fonctionnant, semblable à celui d'une tuyère de fusée.
L'appellation française Dragon convient également.

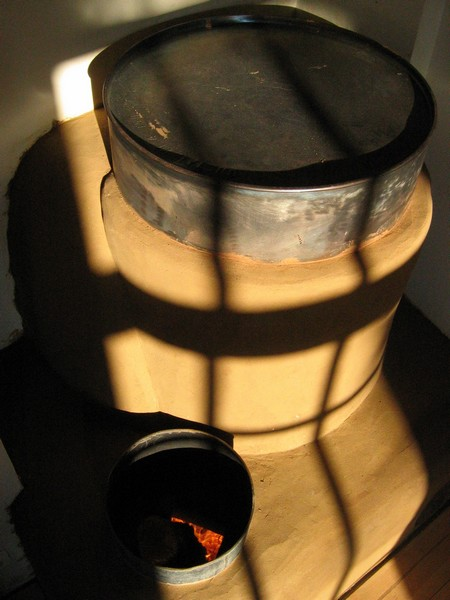
Poêle de masse Rocket "fixe".

## Description

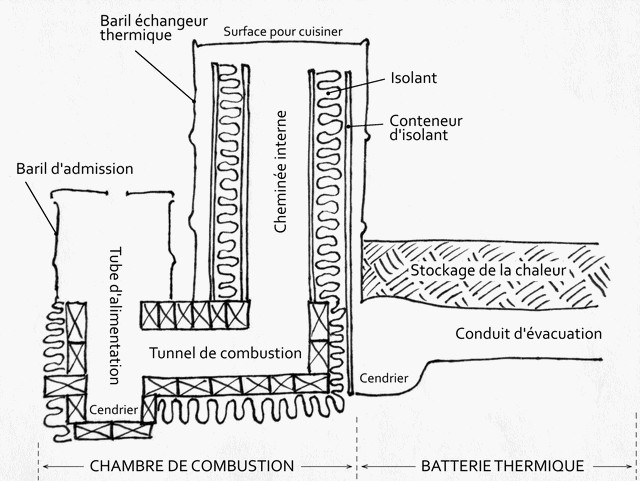
Coupe transversale d'un poêle de masse Rocket "fixe".

Aujourd'hui il est surtout associé à un type de chauffage : le poêle de masse.
C'est un foyer semi-ouvert composé :
- d'un orifice d'alimentation permettant l'arrivée d'air et la mise en place du combustible ;
- d'une chambre de combustion isolée;
- d'une cheminée d'évacuation isolée.

C'est cette isolation du foyer qui est responsable de l'excellente combustion du bois, produisant le son caractéristique d'une fusée.

## Cuisson des aliments

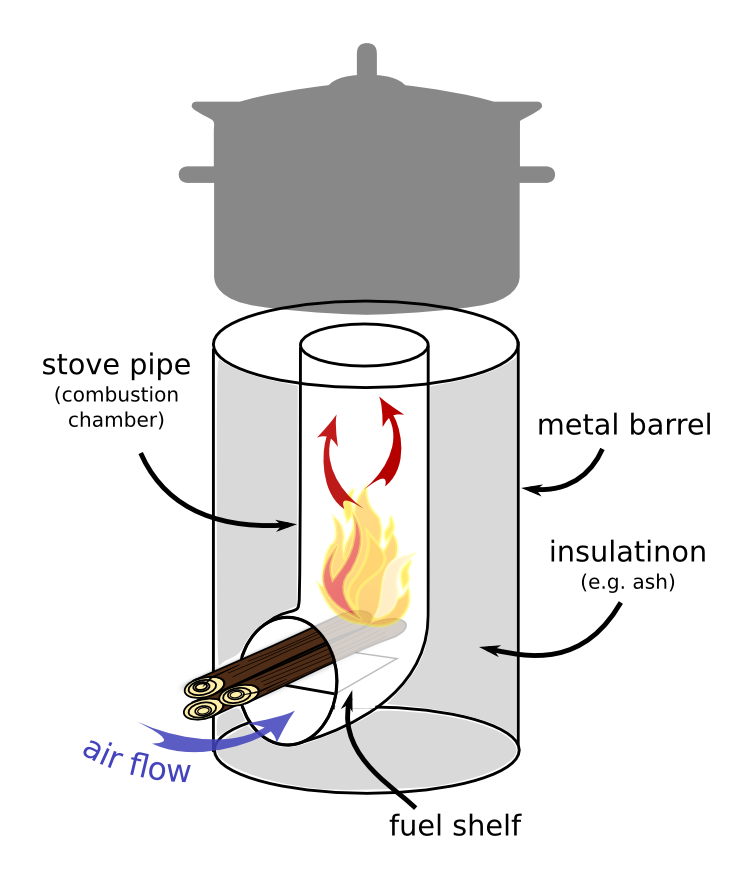
Barrel rocket stove mobile, pour cuisson.

Le foyer de type rocket a été initialement développé pour servir à la cuisson des aliments. 
Le rendement de ce type d'appareil varie entre ~14 et ~21% ce qui lui permet de consommer entre 2,5 et 5 fois moins de bois par rapport à la cuisson sur « trois pierres » utilisée historiquement dans la plupart des régions du monde, et encore aujourd'hui dans beaucoup de pays.. C'est un avantage dans les nombreuses régions du monde qui souffrent d'un accès limité aux sources de combustible, notamment dans les zones désertiques ou urbaines surpeuplées. La collecte du combustible s'en trouve également allégée et libère du temps pour les ramasseurs, qui sont d'ailleurs souvent les femmes et les enfants. La combustion étant presque complète, les fumées comportent très peu d'imbrûlés, ce qui limite les problèmes respiratoires et oculaires des utilisateurs, un point très important dans les pays pauvres où les soins ne sont pas très disponibles

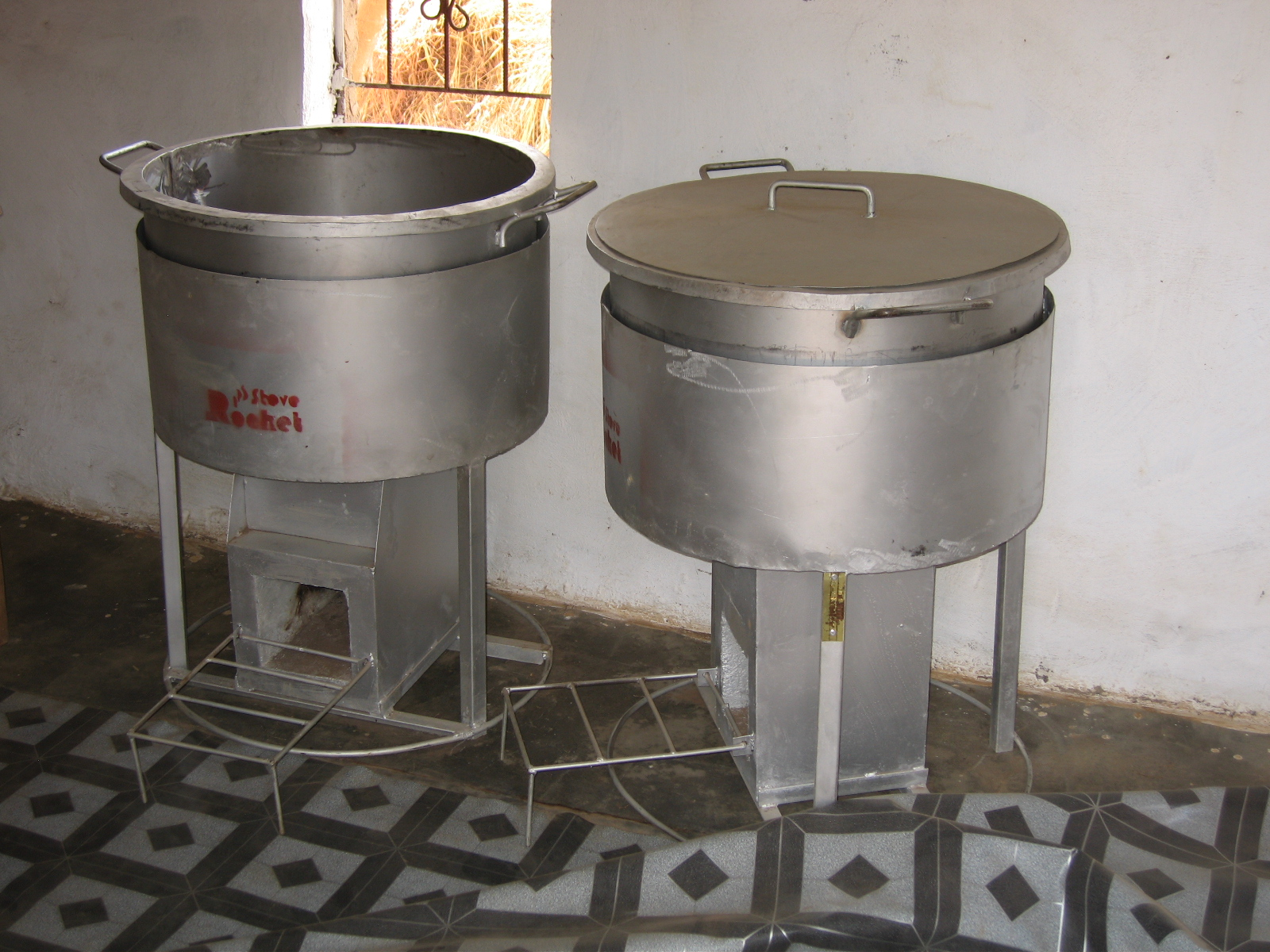
Petit rocket stove manufacturé, pour cuisson.
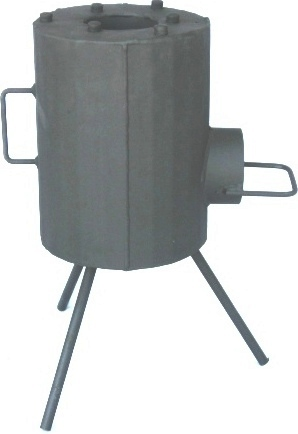
Rocket stove mobile.
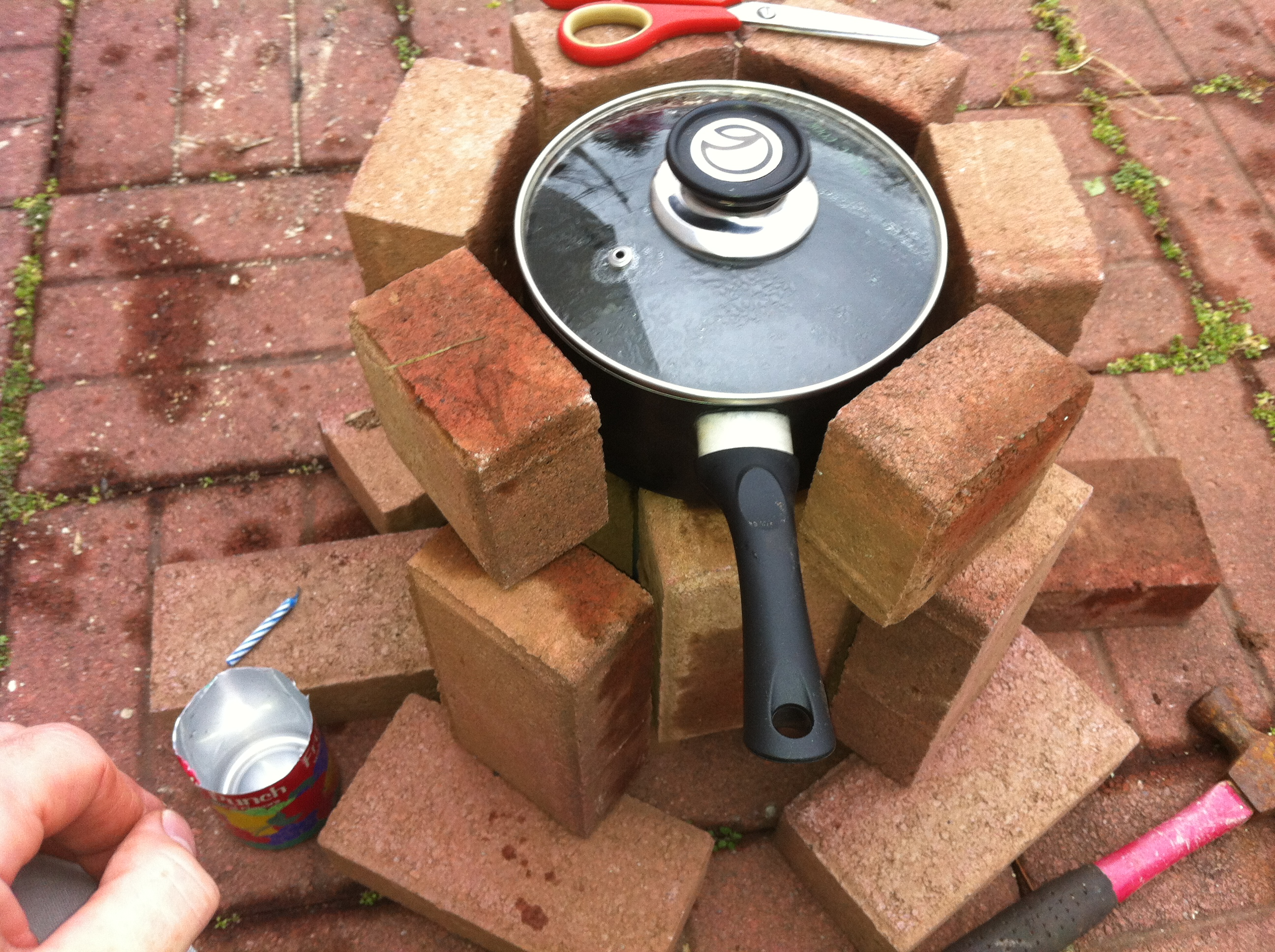
Mini rocket stove en briques.
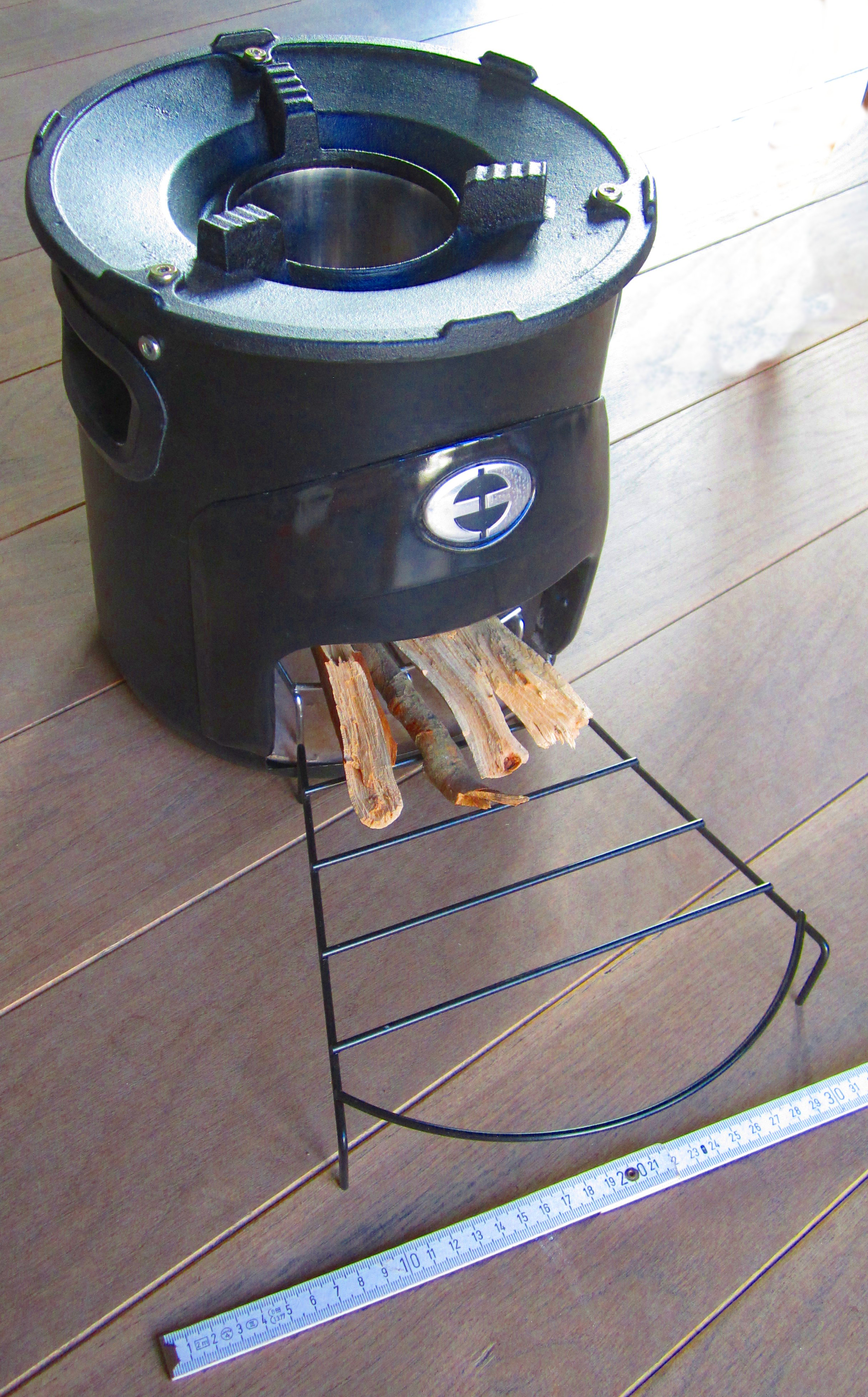
Rocket stove industriel.

## Poêle de masse

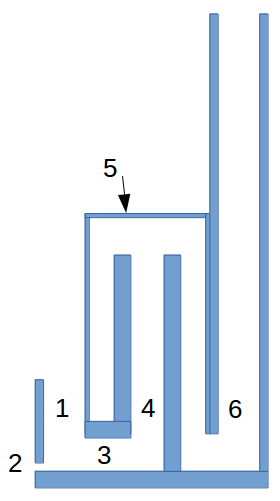
Schéma de principe du rocket stove "fixe": 1 — entrée du combustible, 2 — accès cendrier et entrée secondaire d'air, 3 — tunnel de combustion primaire, 4 — cheminée de seconde combustion, 5 — "plateau", 6 — cheminée "d'extraction des fumées"

Poêle Dragon / Rocket Stove - sortie verticale

Le poêle de masse rocket est un concept de poêle à bois développé par Ianto Evans qui permet une combustion très propre et une utilisation efficace de la chaleur produite en la stockant dans de la maçonnerie. De conception récente et en plein essor, quelques centaines d'exemplaires ont déjà été réalisés, certains fonctionnant quotidiennement depuis plus de 10 ans.

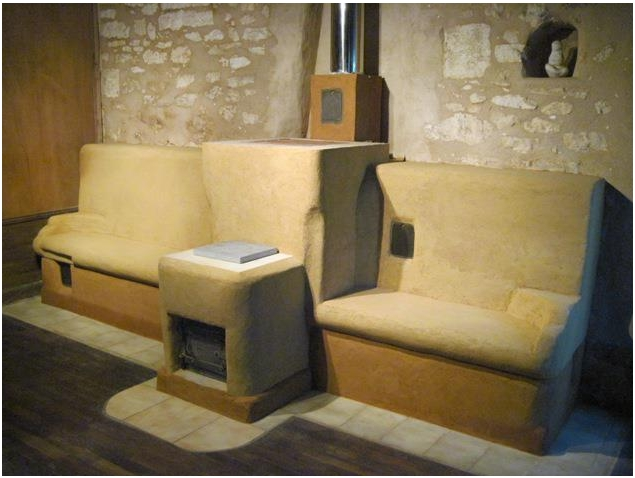
Poêle de masse rocket style "banquette".
- Profil du Poêle de masse rocket.
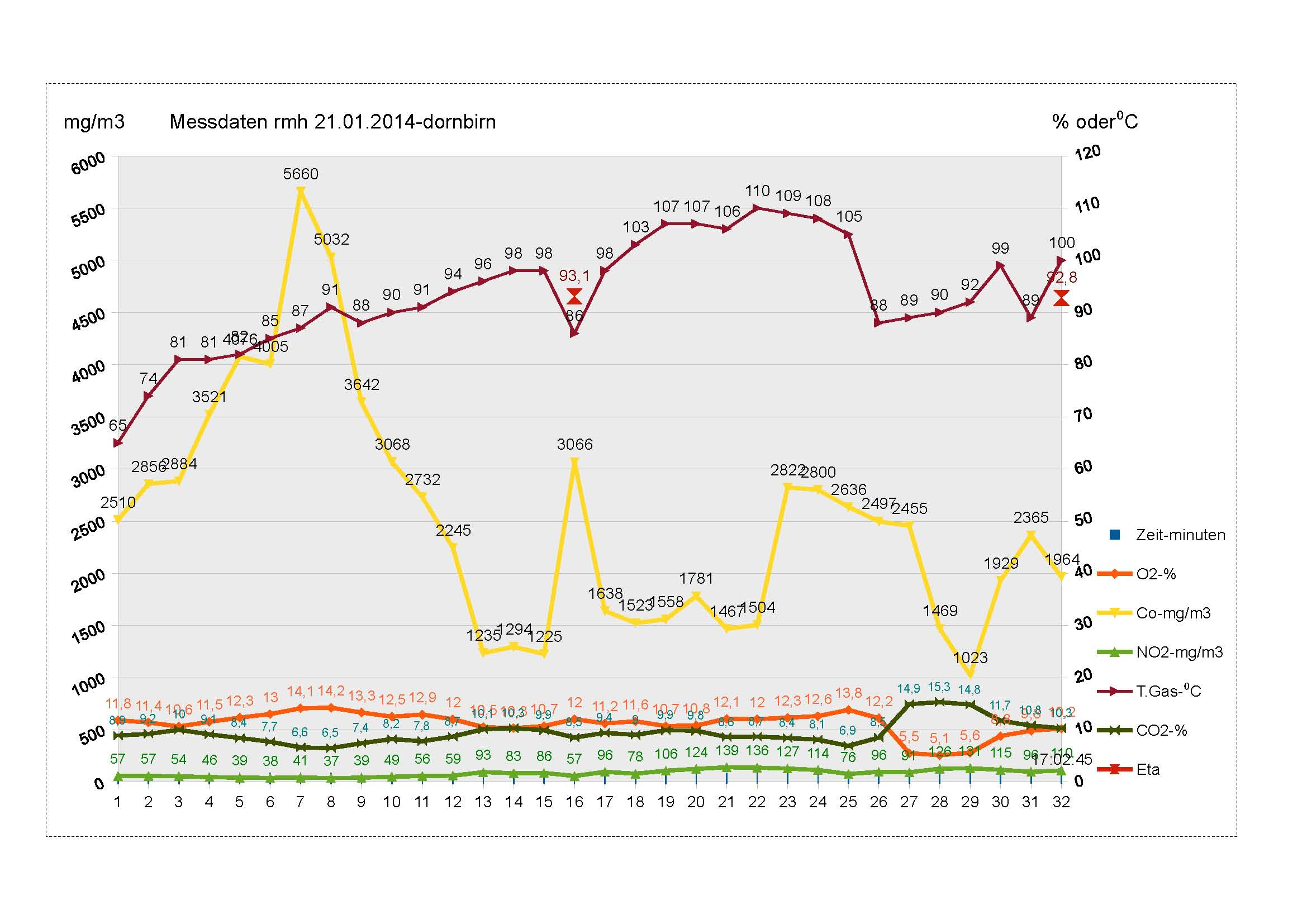
Diagrammes de données.
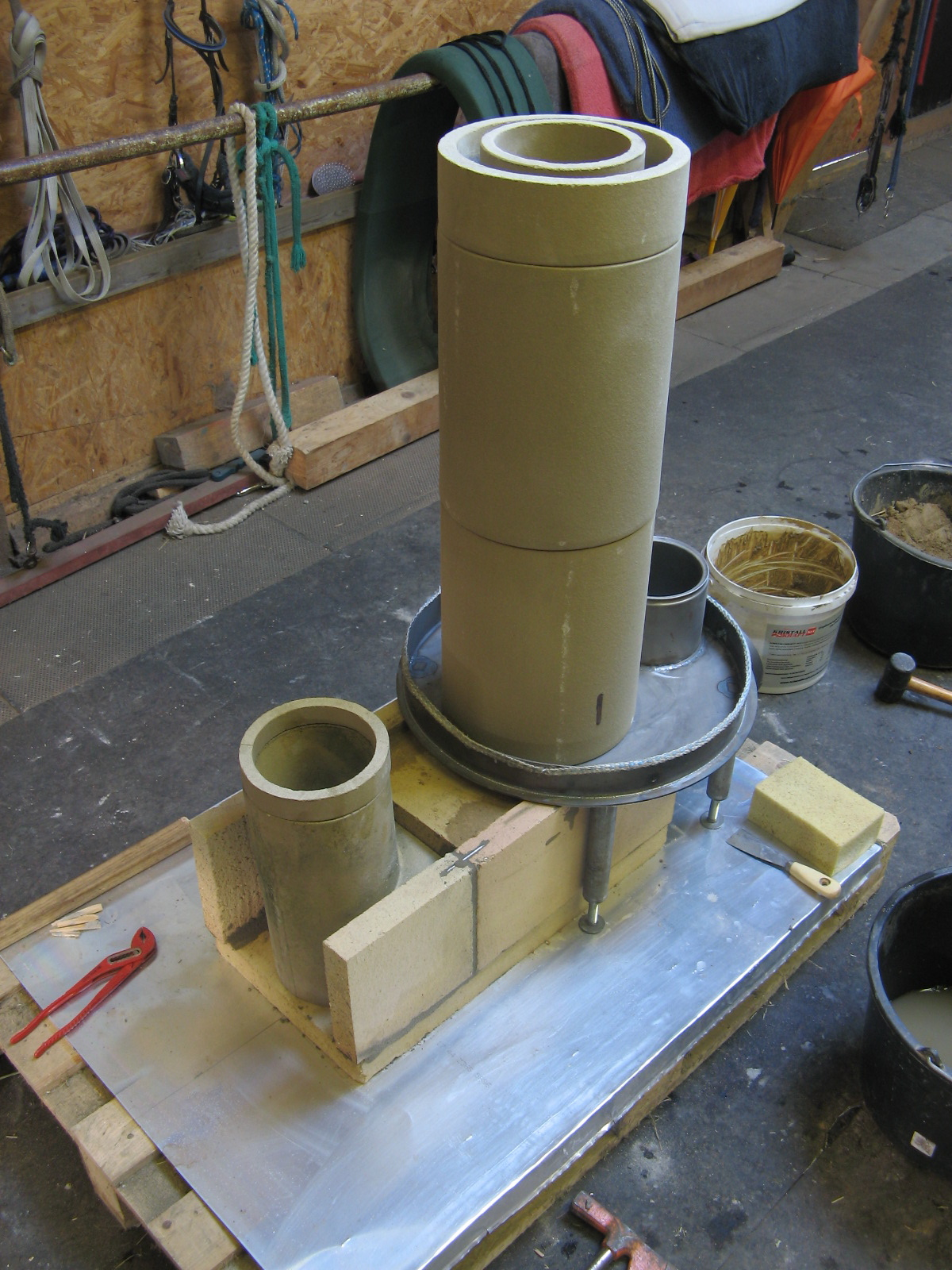
Construction de la chambre de combustion.
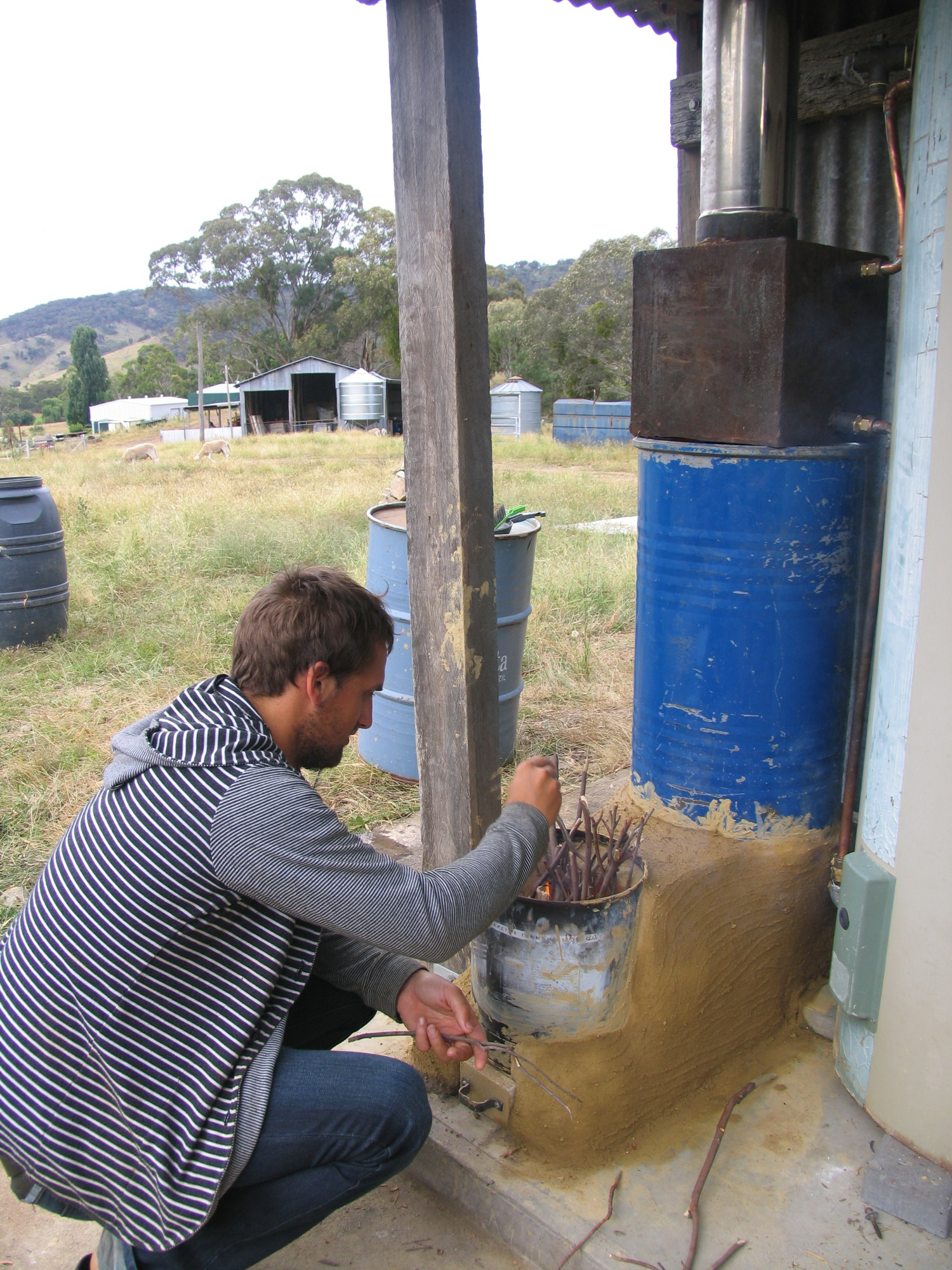
Rocket stove pour chauffer de l'eau.

Les poêles de masse rocket permettent une grande économie de combustible, modifient la façon de chauffer les maisons, la façon de faire brûler du bois et notre dépendance aux énergies telles que le charbon, le gaz, le pétrole et le nucléaire. On peut les fabriquer soi-même, facilement, avec du matériel de récupération (bidons, briques, terre, tuyaux...), même si on a peu d'expérience, et dans tous les types d'habitats : maisons en terre, en paille, en pierre, en bois, yourtes et pavillons. Toutefois, les poêles de masse rocket ne sont pas adaptés à toutes les situations, notamment pour des maisons sur vide sanitaire où le poids très important de la masse thermique nécessitera l'ajout d'une fondation, mais également dans les endroits occupés occasionnellement avec un besoin de chaleur immédiate.

## Variantes

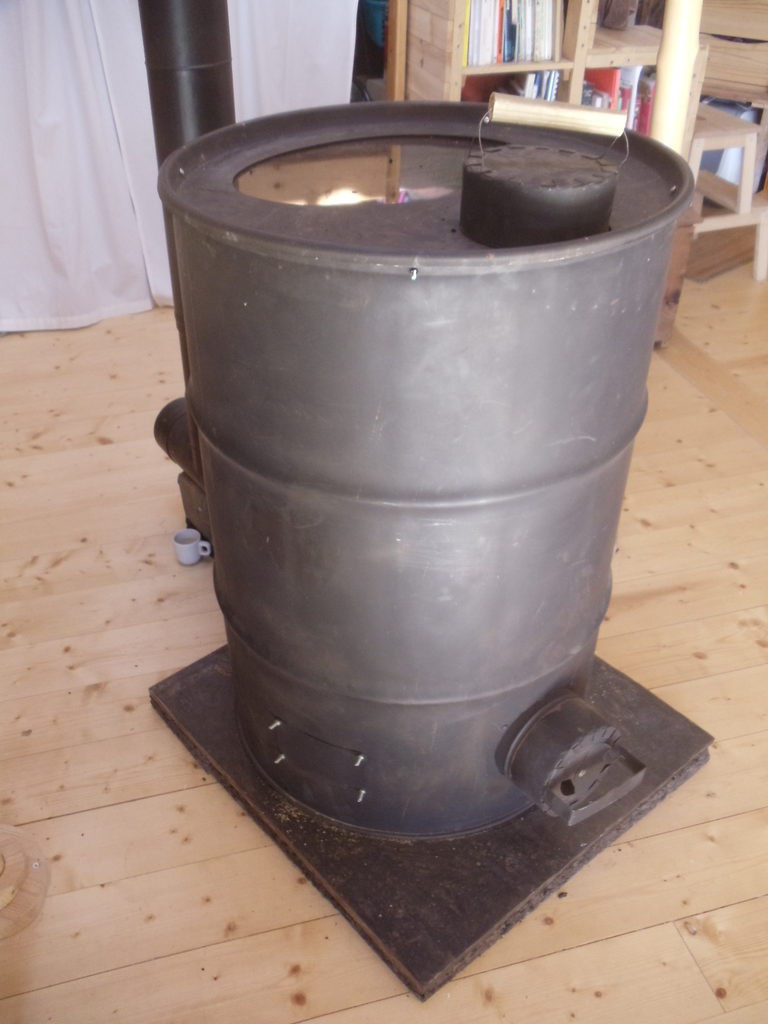
Un poêlito installé dans une yourte

Des variantes du rocket stove ont émergé : 
- Le poêlito[10],[11] : qui est une variante pour habitat léger (type yourte, caravane, camion) il a la particularité d'être semi démontable au niveau de sa masse thermique.
- Le FLEXO[12],[13]